# Bacsák György
Bacsák György (Pozsony, 1870. június 5. – Fonyód, 1970. március 4.) magyar tudós, polihisztor, a negyedidőszak jégkorszakának kutatója.

## Élete és munkássága
Bacsák György 1870. június 5-én Pozsonyban született. Neve egy mára már elfeledett foglalkozásnévből ered, a 'bacsa' vagy 'bacsák' szavak jelentése 'számadó juhász'. Elemi iskoláit németül végezte el, majd a pozsonyi gimnáziumban tanult, ahol megszerette a mennyiségtant és a fizikát. Az érettségi után – a családi hagyomány szerint – jogász, illetőleg ügyvéd lett.  Jogászdoktori oklevelét a budapesti Pázmány Péter Tudományegyetem jogi karán szerezte, majd több évig ügyvédként dolgozott. Egy 1929-es leveléből derül ki, hogy a világháború után kerül el előbb a Fejér vármegyei Hörcsökre, majd Fonyódra.
A matematikán, geológián, csillagászaton és régészeten keresztül érte el célterületét, ami a pleisztocénban vagy negyedidőszakban uralkodó jégkorszak vizsgálata volt. Az 1920-as évek elején osztotta fel a német Penck és Brückner professzor a negyedkori eljegesedést négy nagyobb korszakra, amik a következők: Günz, Mindel, Riss és Würm. A későbbiekben más tudósok tovább tagolták a jégkorszakot, mígnem Milutin Milanković szerb egyetemi tanár a budapesti egyetemen tanulmányozta a bolygók Földre való zavaró hatásait. Ezen kutatásai alatt a napsugárzás intenzitását figyelte, így tudta elkülöníteni a glaciális és interglaciális időszakokat. Milanković tanulmányai alapján 85 változatnak megfelelő tagolást állított fel. Azonban ez a táblázata nem volt tökéletes. Az 1930-ban kiadott Milanković-féle könyvet Bacsák először kiigazította, majd továbbfejlesztette az elméletet. Így alkotta meg a 85 klímaváltozáson és ezeken belül négyféle klímatípuson alapuló jégkorszaki kalendáriumát, mely ezután világszerte elfogadottá vált. Táblázatából kiderül, hogy a 600 000 év alatt 22-szer volt glaciális klímakilengés, ezek összes időtartama 156 500 év. Volt azonban 20-szor szubtrópusi, 20-szor antiglaciális és 23-szor szubarktikus éghajlat. A Bacsák-táblázatból az is megtudhatjuk, hogy ma két jégkorszak közti interglaciálisban élünk, mely kb. 10 ezer éve tart és még kb. 70 ezer évig fog tartani.
A világháborúk között Bacsák több előadást is tartott, többek közt a Természettudományi Társulat Csillagászati Szakosztályában, különböző meteorológiai társulatoknál, barlangkutatóknál, illetve a híres földrajztudós, ifj. Lóczy Lajos kérésére a Földtani Intézetben. Magyar és német nyelvű tanulmányai is sorra jelentek meg. Különféle csillagászati lapokban, a Meteorológiai Intézet folyóiratában és a Földtani Intézet lapjában tudatták először a híres Milanković-Bacsák elméletet. Sok külföldi tudóssal levelezett, sőt többekkel szenvedélyesen vitázott, míg végül elfogadták állításait.
Első terjedelmesebb írása 72 éves korában jelent meg Budapesten. Ennek az 1942-ben megjelent műnek „A skandináv eljegesedés a periglaciális övön” címet adta, majd 1955-ben „A pliocén és pleisztocén az égi mechanika megvilágításában” című munkája látott napvilágot. Ezeket a későbbiekben csillagászok, földtan tudósok használták forrásmunkaként. 
85 éves korában felkérte a Magyar Tudományos Akadémia Minősítő Bizottsága, hogy nyújtson be munkásságáról egy disszertációt, így pályázva tudományos fokozatra. Bacsák ezt „nem szívesen, de megtette”. 

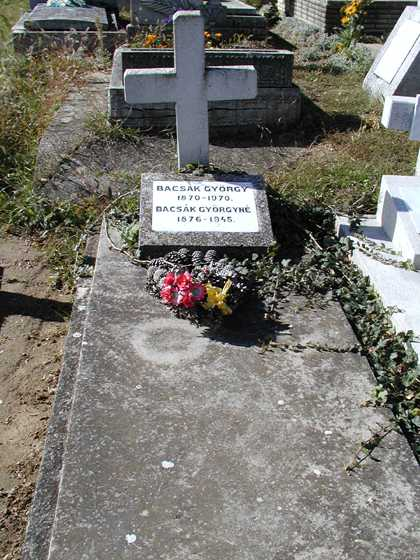
Bacsák György sírja a fonyódi temetőben

Bacsák György 1970. március 4-én hunyt el, éppen nem érhette meg 100. születésnapját. A Magyar Tudományos Akadémia és a Magyarhoni társulat saját halottjának tekintette. Sokan azonban nem ismerték másik oldalát, hiszen Bacsák Fonyód régészeti leleteinek megmentője és fő feltárója is volt. Ezt a szenvedélyét nem említette írásaiban, jóllehet 1929 és 1950 között rengeteg leletet begyűjtött, értékelt és küldött a Somogyi Múzeum és a Magyar Nemzeti Múzeum vezetőinek tovább .

## Munkái
- A skandináv eljegesedés hatása a Periglaciális övön,  M. Kir. Orsz. Meteorológiai és Földmágnességi Intézet, Budapest, 1942
- A Milankovitch-elmélet ellen emelt kifogásokról, Csillagászati Lapok, 5. 3. 117. 1942
- Összefüggések a Föld változó pályaelemeiben, Csillagászati Lapok, 6. 4. 113. 1943
- A pliocén és pleisztocén korok az égi mechanika megvilágításában, Földtani Közlöny, 85. 1. 70. o. 1955